# 像散

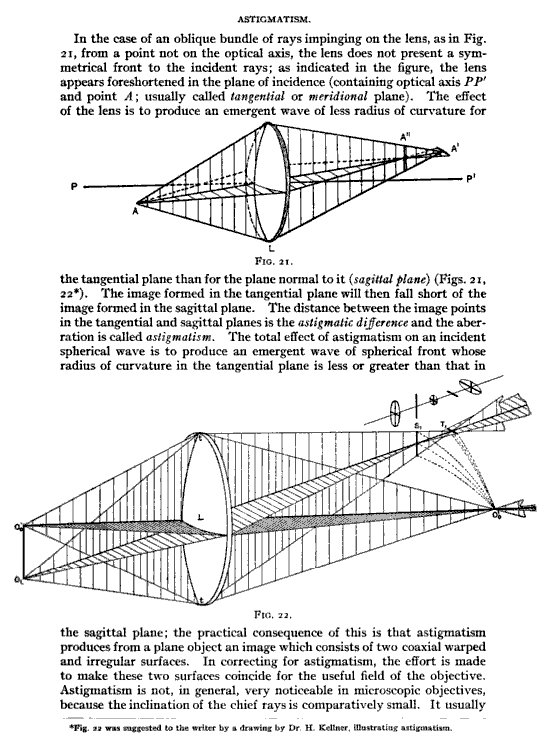
解释像散的页面。如图FIG.22中，T_{1}为子午焦点，S_{1}为弧矢焦点。

像散（astigmatism）是一种因为大倾角的窄光束所带来的的单色像差，属于5种初阶像差之一，其定义为在轴外物点沿主光线的细光束锥中，子午面上的子午光束在主轴上的会聚点与弧矢面上的弧矢光束在主轴上的会聚点之间发生位置差异的现象。眼科视光学中，屈光不正造成的像散，汉语另称散光，英语为 ophthalmic astigmatism 或 astigmatism。
像散通常用于描述透镜的像差，其产生是由于非轴对称性或由光學系統缺陷所引起，在兩個相互垂直的平面中傳播的光線，因透镜的焦距不同而聚焦在不同的焦點，會觀察到兩個焦點之間所產生的影像變得模糊。

## 子午与弧矢定义

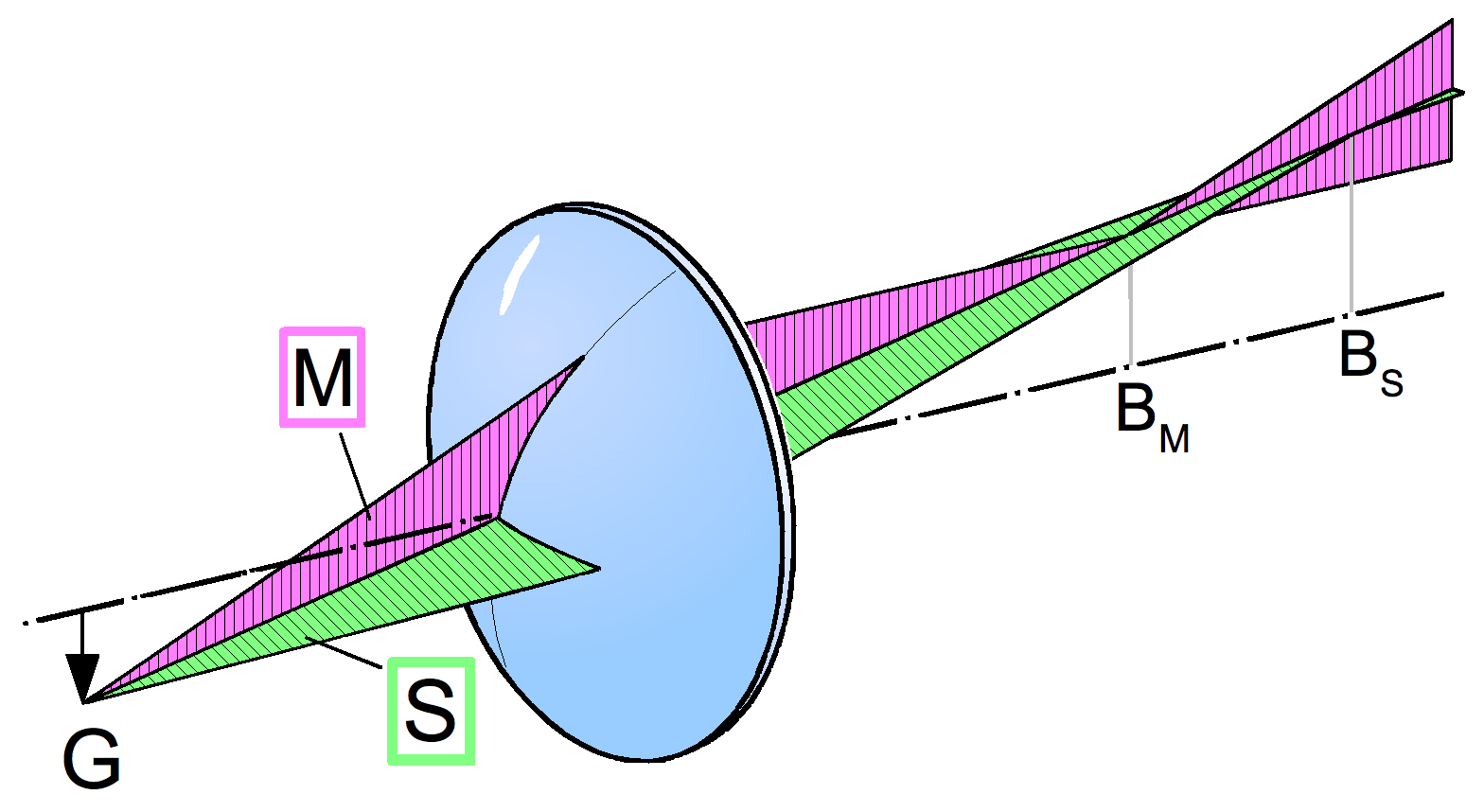
轴外物点G的像散示意图：在平面M（子午面）中的像位于点B_{M}，平面S（弧矢面）中的像位于点B_{S}

- 第一个平面是子午平面（meridional plane，M），也称切向平面（tangential plane），是包含过轴外物点的主光线（英语：Chief ray）以及主光轴的平面。
- 第二个平面是弧矢平面（sagittal plane，S），也是包含过轴外物点的主光线的平面，但此面与子午面垂直[3]，且不含光轴[4]。

弧矢平面与子午平面垂直，包含主光线，虽然不包含主光轴，但与主光轴相交于入射光瞳。
存在像散时，子午平面中的光线与弧矢平面中的光线聚焦于不同的焦点，分别称为子午焦点与弧矢焦点。
存在像散时，一个主光轴外点光源（轴外物点）在子午焦点与弧矢焦点所成的像是一条小线段，称为焦线。
- 在子午焦点上的像线段在弧矢平面内，即在弧矢平面方向无法合焦。一个在垂直于主光轴的平面上的、以主光轴和该平面的交点为圆心的圆光源，在子午焦点上清晰。
- 在弧矢焦点上的像线段在子午平面内，即在子午平面方向无法合焦。一个在垂直于主光轴的平面上的、以主光轴和该平面的交点为中心的发射线光源，在弧矢焦点上清晰。

在两个焦点之间，所成的像是一个模糊的椭圆。存在像散时，最小弥散圆（circle of least confusion）通常是最佳的妥协的成像点。

## 解决方案
1. 将镜头成像圈覆盖的范围加大，使成像圈中央部分覆盖感光元件。
2. 适当缩小镜头光圈
3. 用专业软件进行后期处理